# Marijke Groenewoud
Marijke Groenewoud (n. 28 ianuarie 1999, Hallum⁠(d), Ferwerderadiel, Provincia Frizia, Țările de Jos) este o sportivă ce a reprezentat Țările de Jos, medaliată olimpică. A participat la 1 ediție a Jocurilor Olimpice (2022) în care a câștigat 1 medalie de bronz.